# Brandon McDonald (Fußballspieler)
Brandon McDonald (* 16. Januar 1986 in Glendale, Arizona) ist ein guamischer Fußballspieler.

## Karriere

### Verein
Brandon McDonald erlernte das Fußballspielen in den Jugendmannschaften der Sereno Golden Eagles, der San Francisco Dons und den San Francisco Seals sowie in der Schulmannschaft der Cactus High School. 2007 spielte er bei den San Jose Frogs in San José. Am 1. Januar 2008 wechselte er in der Major League Soccer (MLS). Hier unterschrieb er einen Vertrag beim Franchise LA Galaxy in Carson, Los Angeles County, Kalifornien. Für Galaxy absolvierte er 16 Spiele in der MLS. Im März 2009 wechselte er zum ebenfalls in der MLS spielenden San José Earthquakes nach San José. Hier stand er bis Mitte Juli 2013 unter Vertrag. Nach 61 Ligaspielen wechselte er am 17. Juli 2013 zum MLS-Klub Real Salt Lake. Für das Franchise aus Sandy, Utah, einem Vorort von Salt Lake City, stand er sechsmal in der MLS auf dem Spielfeld. Ende März 2014 zog es ihn nach Europa. Hier unterschrieb er in Schweden einen Vertrag beim Ljungskile SK. Der Verein aus Ljungskile spielte in der zweiten schwedischen Liga. Bis Saisonende spielte er dreimal für Ljungskile. Vom 1. Juli 2014 bis 8. Juli 2015 war er vertrags- und vereinslos. Am 9. Juli 2015 verpflichtete ihn der thailändische Erstligist Chainat Hornbill FC. Bis Saisonende kam er achtmal für den Verein aus Chainat in der ersten Liga zum Einsatz. Am 1. Januar 2016 nahm ihn der Rovers FC aus Guam unter Vertrag. Mit dem Verein spielte er zweimal in der ersten Liga, der Guam League. Am Ende der Saison feierte er mit dem Verein die Meisterschaft. Im Juni 2016 zog es ihn wieder nach Asien, wo er Malaysia einen Vertrag beim Erstligisten Penang FA unterschrieb. Nach acht Spielen wechselte er im Januar 2019 nach Vietnam, wo ihn der Erstligist Hà Nội FC verpflichtete. Mit dem Verein aus Hanoi wurde er Pokalsieger und Supercupsieger. Seit dem 1. Januar 2020 ist er vertrags- und vereinslos.

### Nationalmannschaft
Brandon McDonald spielte von 2015 bis 2016 14-mal für die Nationalmannschaft von Guam.

## Erfolge
Rovers FC (Guam)
- Guam League: 2016/17

Hà Nội FC
- Vietnamesischer Fußballpokal: 2019
- Vietnamesischer Supercup: 2019

## Persönliches
Brandon McDonald ist der ältere Bruder der Fußballspielerin Jessica McDonald.